# Luca Bottura
Luca Bottura (Bologna, 18 settembre 1967) è un giornalista, scrittore, conduttore radiofonico e autore televisivo italiano.

## Biografia
Cura per il Corriere della Sera la rubrica satirica settimanale a tema sportivo Makaroni e per Sette una rubrica di critica musicale a taglio satirico. Ha lavorato per l'Unità e per Cuore, settimanale satirico di cui è stato redattore dal 1992 al 1995, sotto la direzione di Michele Serra. La sua esperienza a Cuore è riassunta in un contributo del libro Non avrai altro Cuore all'infuori di me (Rizzoli, 2008).
Ha scritto i libri In alto stat Virtus (Ferriani, 1996), Tutti al mare vent'anni dopo (Perdisa Pop, 2007, sequel di Tutti al mare di Michele Serra, che ne ha firmato la prefazione) e Mission to Marx – dizionario satirico della sinistra (Aliberti editore, 2010, premio satira Forte dei Marmi 2011). Ideatore e conduttore delle trasmissioni radio Tagliobasso (Radiodue, 1998-2000) e Mi dia del play (Play Radio, ora Virgin Radio, 2005/2006). Dal 2007 ha condotto su Radio Capital la rassegna stampa satirica Lateral, in onda ogni mattina dal lunedì al venerdì.
Esordisce come autore televisivo nel 2001 con il programma 125 milioni di ca...te (Rai 1) di Adriano Celentano. Dal Dopofestival di Festival di Sanremo del 2002 instaura una collaborazione stabile con Gene Gnocchi, terminata nel 2009.
È stato autore del Festival di Sanremo del 2004, condotto da Simona Ventura, e di Geppi Cucciari (Victor Victoria, G Day), Maurizio Crozza (Crozza Alive, Italialand), Enrico Bertolino (Glob), Antonio Cornacchione, Fabio Volo (Volo in diretta). Nel 2008 fa parte degli autori di Quasi TG, di Rocco Tanica, premio Satira Forte dei Marmi 2009. Come autore teatrale ha co-firmato gli spettacoli Lampi di accecante ovvietà, Passata è la tempesta? e Casta Away di Enrico Bertolino, Silvio c'è? e Satire Liriche di Antonio Cornacchione, Fenomeni di Maurizio Crozza e Babe-Lè di Ivano Marescotti.
Dal 18 settembre 2017, terminata l'esperienza decennale con Radio Capital, conduce Tuttorial su Radio Deejay, in onda dal lunedì al venerdì alle 19. Il programma viene chiuso quattro mesi più tardi su decisione dell'emittente. Successivamente si è dedicato alla stesura delle rubriche satiriche "Marziani" e "#bravimabasta" sul giornale la Repubblica.
Dal 22 settembre 2020 torna alla conduzione radiofonica su Rai Radio 1 con il programma Forrest in onda alle 9:30 dal lunedì al venerdì. Il 3 dicembre 2020 conclude la sua collaborazione con la Repubblica. Sempre nel 2020 è ideatore della trasmissione Che succ3de?, condotta da Geppi Cucciari e in onda su Rai 3 per due stagioni fino al 2022.
Dal 2022 comincia a collaborare con La Stampa con le rubriche quotidiane President Evil (dal 17/1 al 1/2) e Minimum Pax (dal 2/3) e la doppia pagina satirica della domenica "Il Giornalone" (dal 15/8). Nel giugno 2023 Rai Radio 1 non rinnova il contratto con Bottura e la trasmissione Forrest viene chiusa.
Dal 2023 conduce la rubrica "Il finale di Bottura" all'interno della trasmissione In onda su LA7. Sempre nel 2023 è ideatore della trasmissione Splendida cornice, anch'essa condotta da Geppi Cucciari e in onda su Rai 3 come il precedente Che succ3de?.

## Programmi radiofonici
- Tagliobasso (Rai Radio 2), ideatore e conduttore (1998-2000)
- Mi dia del play (Play Radio), ideatore e conduttore (2005-2006)
- Lateral (Radio Capital), conduttore (2007-2017)
- Tuttorial (Radio Deejay), conduttore (2017-2018)
- Forrest (Rai Radio 1), co-conduttore (2020-2023)

## Opere
- Tutti al mare vent'anni dopo, Bologna, Perdisa Pop, 2007. ISBN 978-88-8372-396-4
- Mission to Marx. Dizionario satirico della sinistra, Roma, Aliberti Editore, 2010. ISBN 978-88-7424-665-6
- #silvioseivecchio, Roma, Aliberti Editore, 2013. ISBN 978-88-6626-104-9
- La posta del cu(ore), con Linda Ovena, Milano, Kowalski, 2013. ISBN 978-88-7496-847-3
- Buonisti un cazzo, Milano, Giangiacomo Feltrinelli Editore, 2020. ISBN 978-88-07-49252-5
- Manifesto del partito impopolare, Giulio Einaudi Editore, Torino, 2021, ISBN 9788806249731
- Meno male che Silvio c'era, Baldini+Castoldi, Milano, 2023, ISBN 9791254941034